# Worthville, Kentucky
Worthville är en ort i Carroll County i delstaten Kentucky, USA.